# Super Indo
Super Indo is een supermarktketen in Indonesië, eigendom van Ahold Delhaize. De keten heeft al 177 vestigingen voornamelijk in de grote steden op Java en Sumatra: Jakarta, Bandung, Yogyakarta, Semarang, Surabaya, Bandar Lampung en Palembang. Elke winkel verkoopt voedsel, drank en andere levensbehoeften. Het bedrijf heeft tegenwoordig ongeveer 7.000 werknemers en is de grootste supermarktketen van het land.
De supermarkt is in augustus 1997 opgericht door een samenwerking tussen het Belgische Delhaize Groep en het Indonesische Salim Group. In september 2021 is nog 51% van de supermarkt in handen van Ahold Delhaize.
Super Indo heeft 13.505 verschillende producten in de winkel liggen waarvan meer dan 140 van het eigen merk '365'. Het gemiddelde vloeroppervlak van de supermarkten is 1.200 m2.